# Vrh, Šmarje pri Jelšah
Vrh je naselje v Občini Šmarje pri Jelšah.